# Metsä Wood
Metsä Wood is het onderdeel van de Finse pulp-, papier- en houtfabrikant Metsä Group dat houtproducten maakt. Het bedrijf heeft de gehele productieketen in eigen beheer. Vanaf bosbeheer, via houtkap en heraanplanting tot aanvoer en verwerking van natuurlijke grondstoffen in eigen fabrieken. Metsä Wood voorziet voornamelijk in hout en afgeleide producten, zoals triplex, I-liggers, vloerelementen en massieve dragende houtpanelen voor de bouw. Het hoofdkantoor bevindt zich in Espoo en het bedrijf heeft zo'n 4.500 personen in dienst in 20 landen, waaronder Nederland. De omzet bedroeg in 2008 € 1,162 miljard.